# Trophée Bendix
Pour les articles homonymes, voir Bendix.

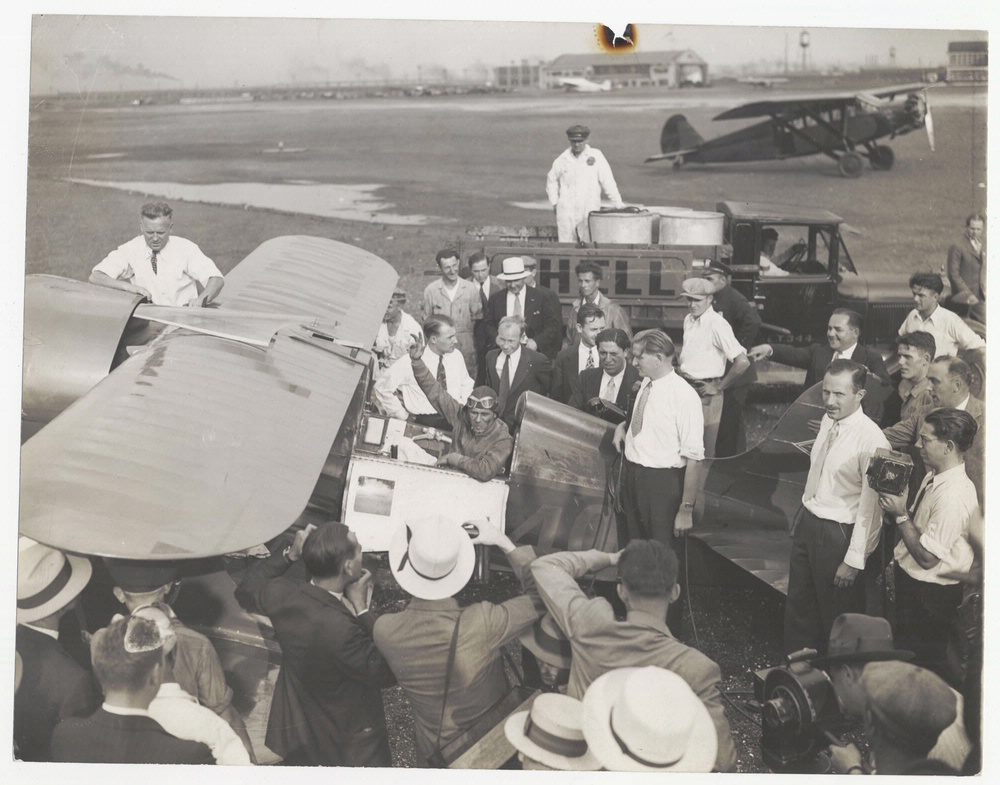
James H. Doolittle victorieux lors de la première édition en 1931.

Le trophée Bendix est une course aérienne consistant à traverser les États-Unis, ayant lieu annuellement à partir de 1931. Après la Seconde Guerre mondiale la course a perdu son attrait, et a disparu au début des années 1960.

## Historique

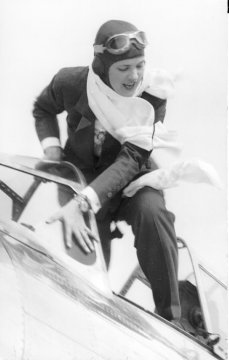
Jackie Cochran lors du trophée 1938.

La course transcontinentale, point à point, parrainée par l'industriel Vincent Bendix (fondateur de Bendix Corporation (en)) à l'initiative de Cliff Henderson, a commencé en 1931 dans le cadre des National Air Races. Le prix initial pour les gagnants était de 15 000 $. La dernière course a eu lieu en 1962.
Dans les années 1930, la course se déroulait entre Burbank en Californie et Cleveland, sauf pendant deux années où elle s'est déroulée entre New York et Los Angeles, puis à partir de 1937 entre Los Angeles et Cleveland. Jacqueline Cochran et Amelia Earhart ont été les premières femmes à participer à la course ; Amelia Earhart prend la 5e place en 1935, Louise Thaden gagne avec Blanche Noyes en 1936, et Jacqueline Cochran gagne en 1938.
Après la Seconde Guerre mondiale, la course a vu arriver les militaires et a perdu de son attrait initial qui était lié aux pionniers de l'aviation.

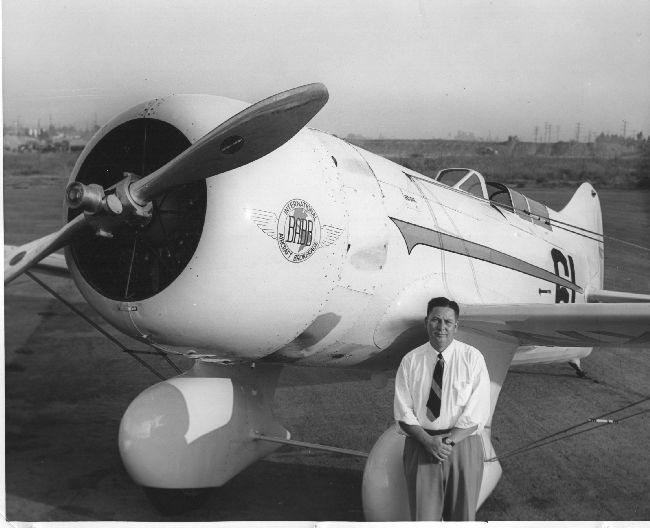
George Stratton Armistead devant le Granville Gee Bee R-6H qui a participé à la course en 1936.

## Palmarès
| Année | Départ                                           | Arrivée                                          | Pilote                                           | Avion                                            | vitesse (MPH)                                    | Temps (H:M:S)                                    | Prix                                             |
| ----- | ------------------------------------------------ | ------------------------------------------------ | ------------------------------------------------ | ------------------------------------------------ | ------------------------------------------------ | ------------------------------------------------ | ------------------------------------------------ |
| 1931  | Burbank                                          | Cleveland                                        | Maj. James H. Doolittle                          | Super Solution                                   | 223,06                                           | 09:10:21.0                                       | $7,500                                           |
| 1932  | Burbank                                          | Cleveland                                        | Capt. Jasper H. Haizlip                          | WW-44                                            | 245,00                                           | 08:19:45.0                                       | $8,750                                           |
| 1933  | New York                                         | Los Angeles                                      | Roscoe Turner                                    | WW-44                                            | 214,78                                           | 11:30:00.0                                       | 4 050 $                                          |
| 1934  | Burbank                                          | Cleveland                                        | Doug Davis                                       | WW-44                                            | 216,24                                           | 09:26:41.0                                       | 4 500 $                                          |
| 1935  | Burbank                                          | Cleveland                                        | Ben Howard                                       | DGA-6                                            | 238,70                                           | 08:33:16.3                                       | 4 500 $                                          |
| 1936  | New York                                         | Los Angeles                                      | Louise Thaden Blanche Noyes                      | C-17R                                            | 165,35                                           | 14:55:01.0                                       | 4 500 $                                          |
| 1937  | Los Angeles                                      | Cleveland                                        | Frank W. Fuller Jr.                              | SEV-2S                                           | 258,20                                           | 07:54:26.3                                       | 9 000 $                                          |
| 1938  | Los Angeles                                      | Cleveland                                        | Jacqueline Cochran                               | SEV-2S                                           | 249,11                                           | 08:10:31.4                                       | 9 000 $                                          |
| 1939  | Los Angeles                                      | Cleveland                                        | Frank W. Fuller Jr.                              | SEV-2S                                           | 282,10                                           | 07:14:19.0                                       | 9 000 $                                          |
| 1940  | Pas de course pendant la Seconde Guerre mondiale | Pas de course pendant la Seconde Guerre mondiale | Pas de course pendant la Seconde Guerre mondiale | Pas de course pendant la Seconde Guerre mondiale | Pas de course pendant la Seconde Guerre mondiale | Pas de course pendant la Seconde Guerre mondiale | Pas de course pendant la Seconde Guerre mondiale |
| 1941  | Pas de course pendant la Seconde Guerre mondiale | Pas de course pendant la Seconde Guerre mondiale | Pas de course pendant la Seconde Guerre mondiale | Pas de course pendant la Seconde Guerre mondiale | Pas de course pendant la Seconde Guerre mondiale | Pas de course pendant la Seconde Guerre mondiale | Pas de course pendant la Seconde Guerre mondiale |
| 1942  | Pas de course pendant la Seconde Guerre mondiale | Pas de course pendant la Seconde Guerre mondiale | Pas de course pendant la Seconde Guerre mondiale | Pas de course pendant la Seconde Guerre mondiale | Pas de course pendant la Seconde Guerre mondiale | Pas de course pendant la Seconde Guerre mondiale | Pas de course pendant la Seconde Guerre mondiale |
| 1943  | Pas de course pendant la Seconde Guerre mondiale | Pas de course pendant la Seconde Guerre mondiale | Pas de course pendant la Seconde Guerre mondiale | Pas de course pendant la Seconde Guerre mondiale | Pas de course pendant la Seconde Guerre mondiale | Pas de course pendant la Seconde Guerre mondiale | Pas de course pendant la Seconde Guerre mondiale |
| 1944  | Pas de course pendant la Seconde Guerre mondiale | Pas de course pendant la Seconde Guerre mondiale | Pas de course pendant la Seconde Guerre mondiale | Pas de course pendant la Seconde Guerre mondiale | Pas de course pendant la Seconde Guerre mondiale | Pas de course pendant la Seconde Guerre mondiale | Pas de course pendant la Seconde Guerre mondiale |
| 1945  | Pas de course pendant la Seconde Guerre mondiale | Pas de course pendant la Seconde Guerre mondiale | Pas de course pendant la Seconde Guerre mondiale | Pas de course pendant la Seconde Guerre mondiale | Pas de course pendant la Seconde Guerre mondiale | Pas de course pendant la Seconde Guerre mondiale | Pas de course pendant la Seconde Guerre mondiale |
| 1946  | Los Angeles                                      | Cleveland                                        | Paul Mantz                                       | P-51                                             | 435,50                                           | 04:43:14.0                                       | 10 000 $                                         |
| 1947  | Los Angeles                                      | Cleveland                                        | Paul Mantz                                       | P-51                                             | 460,42                                           | 04:26:57.4                                       | 10 000 $                                         |
| 1948  | Los Angeles                                      | Cleveland                                        | Paul Mantz                                       | P-51                                             | 447,98                                           | 04:33:48.7                                       | 10 000 $                                         |
| 1949  | Edwards Air Force Base (Rosamond Dry Lake)       | Cleveland                                        | Joe DeBona                                       | F-51                                             | 470,14                                           | 04:16:17.5                                       | 10 000 $                                         |

| Année | Départ                                      | Arrivée                                     | Pilote                                                             | Avion                                       | vitesse (MPH)                               | Temps (H:M:S)                               |                                             |
| ----- | ------------------------------------------- | ------------------------------------------- | ------------------------------------------------------------------ | ------------------------------------------- | ------------------------------------------- | ------------------------------------------- | ------------------------------------------- |
| 1946  | Van Nuys                                    | Cleveland                                   | Leon W. Gray                                                       | F/P-80A                                     | 494,78                                      | 04:08:00.0                                  |                                             |
| 1947  |                                             | Cleveland                                   | Leon W. Gray                                                       | F/P-80A                                     | 507,26                                      | 04:02:00.0                                  |                                             |
| 1948  |                                             | Cleveland                                   | Ens. F. E. Brown                                                   | FJ-1                                        | 489,53                                      | 04:11:00.0                                  |                                             |
| 1949  |                                             | Cleveland                                   | Vernon A. Ford                                                     | F-84E                                       | 529,61                                      | 03:45:51.0                                  |                                             |
| 1950  | Pas de course à cause de la guerre de Corée | Pas de course à cause de la guerre de Corée | Pas de course à cause de la guerre de Corée                        | Pas de course à cause de la guerre de Corée | Pas de course à cause de la guerre de Corée | Pas de course à cause de la guerre de Corée | Pas de course à cause de la guerre de Corée |
| 1951  | Muroc Field                                 | Détroit                                     | Col. Keith K. Compton                                              | F-86A                                       | 553,76                                      | 03:27:00.0                                  |                                             |
| 1952  | Pas de course à cause de la guerre de Corée | Pas de course à cause de la guerre de Corée | Pas de course à cause de la guerre de Corée                        | Pas de course à cause de la guerre de Corée | Pas de course à cause de la guerre de Corée | Pas de course à cause de la guerre de Corée | Pas de course à cause de la guerre de Corée |
| 1953  | Muroc Field                                 | Base Wright-Patterson                       | Maj. William T. Whisner Jr.                                        | F-86F                                       | 603,55                                      | 03:05:25.0                                  |                                             |
| 1954  | Base Edwards                                | Dayton                                      | Capt. Edward W. Kenny                                              | F-84F                                       | 616,21                                      | 03:01:56.0                                  |                                             |
| 1955  | Victorville (Californie)                    | Philadelphie                                | Col. Carlos Talbott                                                | F-100C                                      | 610,726                                     |                                             |                                             |
| 1956  | George Air Force Base                       | Tinker Air Force Base                       | Capt. Manuel Fernandez Jr.                                         | F-100C                                      | 666,66                                      |                                             |                                             |
| 1957  | Chicago                                     | Base Andrews                                | Capt. Kenneth Chandler                                             | F-102A                                      | 679,00                                      | 02:54:45.0                                  |                                             |
| 1958  | Pas de trophée                              | Pas de trophée                              | Pas de trophée                                                     | Pas de trophée                              | Pas de trophée                              | Pas de trophée                              | Pas de trophée                              |
| 1959  | Pas de trophée                              | Pas de trophée                              | Pas de trophée                                                     | Pas de trophée                              | Pas de trophée                              | Pas de trophée                              | Pas de trophée                              |
| 1960  | Pas de trophée                              | Pas de trophée                              | Pas de trophée                                                     | Pas de trophée                              | Pas de trophée                              | Pas de trophée                              | Pas de trophée                              |
| 1961  | Los Angeles                                 | New York                                    | Lt. Richard F. Gordon Jr. Lt. Bobbie R. Young                      | F4H-1                                       | 869,74                                      | 02:47:00.0                                  |                                             |
| 1962  | Los Angeles                                 | New York                                    | Capt. Robert G. Sowers Capt. Robert MacDonald Capt. John T. Walton | B-58A                                       | 1 214,17                                    | 02:00:56.8                                  |                                             |